# One Night Love Affair
One Night Love Affair è una canzone rock scritta da Bryan Adams e Jim Vallance per il quarto album di Adams Reckless, pubblicato nel 1984, da cui fu estratto come quinto singolo. È una delle canzoni più popolari Adams in Nord America. La canzone è stata inserita nell'album live Live! Live! Live! e nella raccolta Anthology. 
La canzone è apparsa nella colonna sonora della commedia di fantascienza Scuola di geni (1985) con Val Kilmer.

## Formazione
- Bryan Adams - chitarra, voce
- Jim Vallance - percussioni
- Keith Scott - chitarra
- Dave Taylor - basso
- Pat Steward - batteria
- Tommy Mandel - tastiere

### Personale tecnico
- Arrangiamento - Bryan Adams, Jim Vallance
- Produttore discografico - Bob Clearmountain, Bryan Adams
- Assistente alla produzione - Jim Vallance.
- Registrazione - Bob Clearmountain, aprile 1984, Little Mountain Sound Studios, Vancouver
- Missaggio - Bob Clearmountain, settembre 1984, Power Station Studios, New York City)

## Classifiche
| Classifica (1985)             | Posizione massima |
| ----------------------------- | ----------------- |
| Stati Uniti                   | 13                |
| Stati Uniti (mainstream rock) | 7                 |